# Diana Golub
Diana Golub (russisk: Диана Артуровна Голуб tr. Diana Arturovna Golub ; født 25. november 1992 i Krasnodar, Rusland) er en kvindelig russisk håndboldspiller som spiller for HK Kuban Krasnodar og Ruslands kvindehåndboldlandshold.